# Temporada de furacões no Pacífico de 2006
A temporada de furacões no Pacífico de 2006 ou estação de furacões no Pacífico de 2006 ou ainda época de furacões no Pacífico de 2006 foi um evento anual no ciclo de formação de ciclones tropicais. A temporada começou oficialmente em 15 de Maio de 2006 no Pacífico nordeste e em 1º de Junho no Pacífico centro-norte. Em ambas as regiões, a temporada terminou em 1º de Novembro de 2006. Estas datas delimitam convencionalmente o período de cada ano quando a maioria dos ciclones tropicais forma-se na bacia do Oceano Pacífico nordeste e centro-norte.

## Previsões para a temporada
Em 22 de Maio de 2006, a NOAA liberou suas previsões para as temporadas de furacões no Atlântico, Pacífico nordeste e Pacífico centro-norte em 2006. Eles previram uma atividade abaixo da média para o Pacífico nordeste, com 12 a 16 tempestades nomeadas, sendo que 6 a 8 destes se tornariam furacões e 1 a 3 destes tornando-se grandes furacões. Também foi previsto uma atividade abaixo da média para a bacia do pacífico central, sendo que apenas dois ou três ciclones tropicais eram esperados a se formarem ou cruzar a área. Eles não esperavam que o El Niño nem a La Niña afetassem as condições significativamente.

## Sistemas

### Tempestade tropical Aletta
Uma área de distúrbios meteorológicos localizada a sul-sudoeste do porto mexicano de Acapulco, Guerrero, foi detectado inicialmente em 23 de Maio, somente oito dias após o começo oficial da temporada. O sistema ganhou gradualmente organização e foi classificado como uma depressão tropical no começo da madrugada de 27 de maio. A depressão tornou-se uma tempestade tropical depois, naquela manhã, o primeiro sistema a se formar em 2006 no Hemisfério Ocidental. Ciclones tropicais nomeados formados em Maio não são eventos frequentes, mas Aletta marcou a temporada de furacões no Pacífico de 2006 como sendo a sétima temporada consecutiva a ter tempestades nomeadas em Maio.
No mesmo dia, Aletta se fortaleceu para uma tempestade tropical com ventos máximos constantes de 75 km/h enquanto movia-se em direção à costa de Guerrero no sudoeste do México. O governo mexicano foi forçado a emitir alertas de tempestade tropical entre Punta Maldonado e Zihuatanejo. Aletta ficou estacionário próximo à costa de Guerrero e Oaxaca, mas depois começou a seguir para oeste e enfraqueceu-se em 29 de Maio. Aletta continuou a se enfraquecer até a sua dissipação em 31 de Maio.
Apesar do centro de Aletta não ter atingido a costa, suas bandas externas de tempestade causaram chuvas fortes, que alcançou 100,2 mm em Jacatepec, Oaxaca, em 30 de Maio e 96,0 mm em La Calera, Guerrero, no dia seguinte. Não houve, no entanto, relatos de danos, enchentes, mortos ou feridos em associação a Aletta.

### Depressão tropical Dois-E
Em 1º de Junho, uma área de distúrbios meteorológicos formou-se perto da mesma área em que Aletta tinha se formado. Fortes ventos de cisalhamento causaram a lenta intensificação do sistema. No entanto, a área ganhou áreas de convecção e organização suficientes para ser classificado como uma depressão tropical em 3 de Junho. A depressão fortaleceu-se, alcançando a força próxima a uma tempestade tropical assim que se aproximava da costa sudoeste do México; no entanto, os ventos de cisalhamento persistiram sobre o sistema e a depressão se enfraqueceu antes de se dissipar em 4 de Junho.
Apesar da depressão nunca ter se fortalecido para uma tempestade nomeada, ele causou chuvas fortes, sendo que em Acapulco, a precipitação acumulada chegou a 250–300 mm como resultado da depressão. Deslizamentos de terra e enchentes ocorreram em associação a 2-E. A máxima precipitação acumulada estimada produzida pela depressão tropical Dois-E foi 660 mm em 4 de Junho.

### Furacão Bud
Depois de um mês de inatividade tropical, um distúrbio tropical no Pacífico nordeste próximo à Península da Baixa Califórnia começou a se intensificar e foi designado como a depressão tropical Três-E em 10 de Julho enquanto estava localizado a 1.200 km ao sul do extremo sul da Península de Baixa Califórnia e começou a se afastar da costa mexicana. Em 11 de Julho, somente seis horas depois do primeiro aviso, a depressão se fortaleceu para a tempestade tropical Bud. Depois disso, Bud começou a sofrer rápida intensificação sob condições favoráveis. Bud desenvolveu um olho na tarde de 11 de Julho e foi designado como um furacão num aviso especial no final daquela tarde. Bud continuou a se intensificar e tornou-se um grande furacão no final de 12 de Julho. Em 13 de Julho, Bud alcançou o pico de intensidade com ventos constantes de 205 km/h. e uma pressão atmosférica mínima central de 953 como um forte furacão de categoria 3. Então, Bud começou a se enfraquecer rapidamente assim que se movia sobre águas muito mais frias, perdendo toda as suas áreas de convecção e enfraquecendo-se para uma tempestade tropical em 14 de Julho e depois se enfraquecendo para uma depressão tropical em 15 de Julho. A depressão continuou a perder suas áreas de convecção e degenerou-se para uma área de baixa pressão remanescente naquele dia, sem nunca ter ameaçado a costa.

### Furacão Carlotta
No final de 11 de julho, uma nova depressão tropical formou-se a cerca de 400 km a sudoeste do estado mexicano de Guerrero. A depressão fortaleceu-se rapidamente e seis horas depois foi classificado como uma tempestade tropical, recebendo o nome de Carlotta. A tempestade continuou a se intensificar e tornou-se um furacão 24 depois. No entanto, o sistema encontrou condições desfavoráveis e águas mais frias e enfraqueceu-se para uma tempestade tropical durante a tarde de 14 de julho. No entanto, Caroltta conseguiu ganhar novamente algumas áreas de convecção e se fortaleceu novamente para um furacão no final daquela noite, somente se enfraquecendo novamente numa tempestade tropical na manhã seguinte. O sistema continuou a se enfraquecer e foi "rebaixado" para uma depressão tropical na manhã de 16 de Julho. Carlotta degenerou-se numa área de baixa pressão não convectiva depois naquela noite.

### Furacão Daniel
Em 16 de Julho, uma perturbação tropical formou-se a uma distância considerável ao sul da Península da Baixa Califórnia e rapidamente intensificou quanto à atividade convectiva e organização. O NHC classificou-o como uma depressão tropical naquela noite (17 de Julho UTC). A depressão continuou a se organizar e foi classificado como uma tempestade tropical no dia seguinte. A tempestade continuou a se intensificar e foi declarada como um furacão em 18 de Julho. No começo da madrugada de 20 de Julho, o furacão Daniel sofreu rápida intensificação e alcançou a força de um grande furacão (Categoria 3) e depois ainda foi classificado como um furacão de categoria 4. Depois de vários ciclos repetidos de substituição da parede do olho, Daniel tornou-se, depois, um furacão anular, permitindo-o a manter a força de um furacão de categoria 4 por mais tempo do que se fosse um furacão normal.
Daniel adentrou a área da bacia do pacífico centro-norte no começo de 24 de Julho e foi previsto afetar o Havaí como uma tempestade tropical. No entanto, Daniel encontrou fracas correntes de ar em mar aberto, causando-o a ter um deslocamento muito lento. Daniel rapidamente degenerou-se para uma depressão tropical em 25 de Julho e o CPHC emitiu seu último aviso em 26 de Julho enquanto a tempestade ainda estava bem ao leste do Havaí.

### Tempestade tropical Emilia
Uma depressão tropical formou-se em 21 de Julho de uma área de distúrbios meteorológicos a cerca de 610 km a sul-sudoeste de Acapulco e tornou-se a tempestade tropical Emília em 22 de Julho. Alertas de tempestade tropical foram emitidos para a costa mexicana logo depois devido à incerteza em sua trajetória, mas foram descontinuados depois que a tempestade seguiu para noroeste, afastando-se da costa mexicana. Depois, Emilia aproximou-se da Península da Baixa Califórnia e trouxe ventos de tempestade tropical para o extremo sul e para a costa oeste da península antes de Emilia seguir para noroeste a rapidamente se enfraquecer.
Foi previsto que Emilia alcançasse a força de um furacão de categoria 1 ou 2 em 24 ou 25 de Julho, mas devido às condições hostis, Emilia não ganhou a força de um furacão. No entanto, o sistema alcançou o pico de intensidade com ventos constantes de 100 km/h e começou a formar uma parede do olho no exato momento de seu pico de intensidade.

### Tempestade tropical Fabio
Uma área de baixa pressão seguiu para oeste sobre o mar aberto no Pacífico na última semana de Julho. O sistema desenvolveu gradualmente organização e tornou-se uma depressão tropical na tarde de 31 de Julho. O sistema continuou a se organizar e foi designado como a tempestade tropical Fabio seis horas depois. A tempestade moveu-se para oeste sobre águas abertas e não se fortaleceu significativamente devido aos fortes ventos de cisalhamento. Fabio enfraqueceu-se para uma depressão tropical em 2 de Agosto e degenerou-se para uma área de baixa pressão remanescente em 3 de Agosto.

### Tempestade tropical Gilma
A depressão tropical Oito-E formou-se próximo à costa da América Central no final de 31 de Julho e fortaleceu-se lentamente para uma tempestade tropical em 1º de Agosto. Gilma encontrou áreas de ventos de cisalhamento e ar seco e enfraqueceu-se para uma depressão tropical no dia seguinte, dissipando-se em 3 de Agosto.

### Furacão Hector
O furacão Hector originou-se de uma onda tropical que deixou a costa ocidental da África em 31 de Julho. A onda era pouco definida enquanto atravessava o Oceano Atlântico, mas tornou-se mais ativo assim que entrou no Mar do Caribe. Em 10 de Agosto, a onda cruzou a América Central e entrou na bacia do Pacífico nordeste. A atividade de temporais e trovoadas dentro da onda começou a aumentar, fortalecendo a onda numa área de baixa pressão em 13 de Agosto. As classificações Dvorak começaram em 15 de Agosto assim que o sistema ficou mais convectivo. o sistema de baixa pressão foi designado como a depressão tropical Nove-E no mesmo dia.
A depressão tropical Nove-E moveu-se para oeste-noroeste ao sul de uma crista de médios níveis. A depressão fortaleceu-se rapidamente para na tempestade tropical Hector em 16 de Agosto. Os ventos de cisalhamento eram moderados na área, mas Hector foi capaz de se fortalecer num furacão em 17 de Agosto. Assim que Hector continuava a seguir para oeste-noroeste, o sistema se fortaleceu mais. Hector alcançou o pico de intensidade com ventos constantes de 175 km/h em 18 de Agosto às 06:00 UTC. Hector manteve a força de um furacão de categoria dois por cerca de 24 horas, encontrando águas mais frias logo depois. Junto com os ventos de cisalhamento, as temperaturas mais baixas da superfície do mar causaram o enfraquecimento de Hector. Hector enfraqueceu-se numa tempestade tropical em 20 de Agosto assim que as áreas de convecção ficaram limitadas ao quadrante nordeste da tempestade.
Os ventos de cisalhamento não eram suficientemente fortes para enfraquecer o ciclone totalmente e assim, Hector manteve ventos constantes de 80 km/h por cerca de 24 horas. Hector enfraqueceu-se numa depressão tropical em 23 de Agosto e degenerou-se numa área de baixa pressão remanescente seis horas depois. Hector continuou a seguir para oeste, entrando na bacia do Pacífico central e dissipando-se em 24 de Agosto perto do Havaí.

### Furacão Ioke
Uma perturbação tropical persistente ligada a um cavado ganhou áreas de convecção e tornou-se uma depressão tropical a cerca de 1.250 km ao sul de Honolulu, Havaí, em 19 de Agosto. O sistema continuou a se fortalecer e o Centro de Furacões do Pacífico Central classificou a depressão como uma tempestade tropical, somente seis horas depois da formação da depressão. O Centro de Furacões do Pacífico Central deu-lhe o nome de Ioke., que é um nome havaiano para Joyce, tornando-se a primeira tempestades tropical a se formar na bacia desde 2002. Depois de sofrer rápida intensificação, Ioke fortaleceu-se num furacão somente 24 horas depois de ter se tornado uma depressão; Ioke continuou a se fortalecer rapidamente e tornou-se um grande furacão (categoria 3 ou mais forte) na manhã de 21 de Agosto. Depois, ainda naquele dia, Ioke fortaleceu-se mais, tornando-se um furacão de categoria 4. Em 22 de Agosto, Ioke começou a se enfraquecer e foi desclassificado para um furacão de categoria 2. O Serviço Nacional de Meteorologia dos Estados Unidos disse que a parte oriental da parede do olho de Ioke passou sobre a ilha inabitada de Atol de Johnston, afetando a ilha com ventos de furacão. A tempestade começou a se aprofundar novamente no final de 23 de Agosto assim que se movia sobre águas cada vez mais mornas, alcançando a força de grande furacão pela segunda vez enquanto movia-se para oeste-noroeste.
Doze pessoas num navio da Força Aérea dos Estados Unidos no Pacífico foram forçados a abandonar o navio e se abrigar num abrigo de emergência no atol. Segundo relatados, eles estavam a salvo no dia seguinte e um voo de reconhecimento relatou poucos danos na ilha.
Na noite entre 24 e 25 de Agosto, Ioke fortaleceu-se para um furacão de categoria 5, o primeiro sistema originado na bacia do Pacífico central a alcançar esta intensidade ainda localizado no hemisfério ocidental. Ioke então se enfraqueceu para um furacão de categoria 4, sofrendo um ciclo de substituição da parede do olho, alcançando novamente a força de um furacão de categoria 5 em 26 de Agosto. Ioke é o ciclone tropical mais intenso já registrado a se formar na bacia do Pacífico centro-norte, um uma pressão central mínima de 920 mbar. Ioke também é um entre apenas cinco furacões a alcançar a força de um furacão de categoria 5 que se formou no Pacífico centro-norte e o primeiro desde o Furacão John em 1994.

### Furacão Ileana
O furacão Ileana formou-se se uma onda tropical que deixou a costa ocidental da África em 8 de Agosto. Assim que o sistema cruzou o Atlântico por cerca de uma semana, havia apenas algumas áreas isoladas de convecção. A onda entrou na bacia no pacífico nordeste em 16 de Agosto e as áreas de convecção aumentaram ligeiramente. O sistema tornou-se uma área de baixa pressão em 19 de Agosto, no momento em que as classificações Dvorak começaram. Assim que a área de baixa pressão deslocava-se para oeste-nordeste, o sistema desorganizado começou a apresentar atividade de temporais e trovoadas em 20 de Agosto. As áreas de convecção profunda aumentaram rapidamente em associação com a área de baixa pressão e o sistema tornou-se uma depressão tropical em 21 de Agosto perto de Acapulco.
Os ventos de cisalhamento na área em que a depressão se situava eram fracos, permitindo a intensificação do sistema. A depressão fortaleceu-se para a tempestade tropical Ileana seis horas após a formação da depressão. Ileana continuou a se fortalecer tornando-se um furacão 24 horas depois. Outras 24 horas se passaram e Ileana tornou-se um grande furacão. Ileana passou ao sul da Ilha Socorro em 23 de Agosto como um furacão de categoria 3. Ileana, então, alcançou seu pico de intensidade, com ventos constantes de 195 km/h no mesmo dia, mantendo esta intensidade durante aquela noite. Ileana começou a se enfraquecer lentamente em 24 de Agosto, assim que a tempestade encontrou águas mais frias. Os ventos de cisalhamento estavam mínimos e isto permitiu a Ileana a se enfraquecer mais lentamente. Em 25 de Agosto, Ileana tornou-se um furacão mínimo, de categoria 1. Em 26 de Agosto, Ileana encontrou águas mais frias e enfraqueceu-se para uma tempestade tropical.
Com águas a 24 °C, as áreas de convecção profunda praticamente se dissiparam em 26 de Agosto. Ileana enfraqueceu-se numa depressão tropical na manhã de 17 de Agosto, degenerando-se numa área de baixa pressão remanescente na tarde daquele dia. A área de baixa pressão remanescente continuou a mover-se lentamente para oeste com ventos de 40 km/h nos dois dias seguintes e dissipou-se em 29 de Agosto.
Assim que Ileana movia-se paralelamente à costa mexicana, suas bandas de tempestade externas causaram chuvas leves na costa. Também há relatos de ventos de furacão na Ilha Socorro. Uma pessoa morreu indiretamente devido às ondas fortes no Cabo San Lucas.

### Furacão John
Em 28 de Agosto, uma área de baixa pressão persistente a sudoeste de Acapulco, México tornou-se uma depressão tropical. Depois, naquele dia, a depressão tornou-se uma tempestade tropical. Cerca de 24 horas depois, a tempestade tornou-se um furacão, na noite de 29 de Agosto. John sofreu rápida intensificação e alcançou a categoria 3 naquele dia e a categoria 4 em 30 de Agosto. Horas depois, o furacão começou a sofrer um ciclo de substituição da parede do olho, e logo depois se enfraqueceu para um furacão de categoria 3 assim que se movia paralelamente e a uma distância pequena da costa mexicana.
Possivelmente, devido ao ciclo de substituição da parede do olho e a interação com terra, John enfraqueceu-se para um furacão de categoria 2 no final de 31 de Agosto, mas voltou a se fortalecer para um grande furacão pouco depois. John fez landfall no extremo sul da Península da Baixa Califórnia como um furacão de categoria 2 em 1º de Setembro.
John causou enchentes ao longo da costa oeste do México e também em Baja California. O furacão causou danos moderados e cinco mortes, sendo que uma pessoas estava desaparecida.

### Furacão Kristy
Em 30 de Agosto, uma onda tropical localizada a cerca de 845 km a sul-sudoeste de Baja California ficou mais organizado e foi designado como a décima segunda depressão tropical da temporada de 2006. A depressão fortaleceu-se na tempestade tropical Kristy antes do primeiro aviso regular e tornou-se um furacão no dia seguinte. Kristy não reteve sua intensidade por muito tempo, parcialmente devido à sua proximidade com o furacão John. O sistema enfraqueceu-se e parecia que iria se dissipar, mas em 3 de setembro e novamente em 5 de setembro, as áreas de convecção voltaram a se formar e Kristy voltou a ter força de tempestade tropical.
Devido à proximidade com o grande furacão John, havia uma possibilidade de uma interação Fujiwara entre os dois sistemas, causando o enfraquecimento de Kristy e talvez a absorção de Kristy na circulação ciclônica de John. No entanto, isto nunca ocorreu. Depois de oscilar entre a força de tempestade tropical e depressão tropical, o sistema degenerou-se numa área de baixa pressão remanescente.

### Furacão Lane
Em 13 de Setembro, uma perturbação tropical localizada a cerca de 200 km a oeste-sudoeste de Acapulco, México, ficou gradualmente mais bem organizado e foi designado como a décima terceira depressão tropical da temporada de 2006. A depressão intensificou-se em condições favoráveis e foi classificado como a tempestade tropical Lane, naquela noite.
A tempestade tropical lane produziu chuvas e ondas fortes ao longo da costa oeste do México, incluindo Acapulco, onde as enchentes alcançaram 40 cm de altura. O aeroporto de Acapulco também foi alagado, embora os serviços não fossem interrompidos. Além do mais, as autoridades fecharam o porto de Acapulco para pequenos barcos. Uma pessoa morreu num deslizamento de terra causada pelas chuvas fortes associadas a Lane.
Assim que lane movia-se paralelamente à costa oeste do México, o sistema continuou a se fortalecer e tornou-se um furacão em 15 de Setembro e um grande furacão no começo da madrugada do dia seguinte. Lane fez landfall na costa do estado de Sinaloa em 16 de Setembro.

### Tempestade tropical Miriam
Uma perturbação tropical associada com a porção setentrional da zona de convergência intertropical e a uma onda tropical formou uma circulação fechada em 15 de Setembro enquanto estava localizada a oeste do furacão Lane. O sistema moveu-se para noroeste sob a influência de Lane, e organizou-se suficientemente para ser declarada como a depressão tropical Quatorze-E em 16 de Setembro enquanto estava localizada a cerca de 805 km a sudoeste de Cabo San Lucas, México. A depressão fortaleceu-se rapidamente e tornou-se a tempestade tropical Miriam depois, ainda naquele dia. Depois de alcançar o pico de intensidade com ventos constantes de 70 km/h, ventos de cisalhamento verticais e águas mais frias enfraqueceram rapidamente a tempestade e as áreas de convecção separam-se da circulação ciclônica em 17 de Setembro. Depois de seguir para o norte, Miriam enfraqueceu-se para uma depressão tropical e em 18 de Setembro, Miriam degenerou-se numa área de baixa pressão remanescente. A circulação remanescente começou a seguir para nordeste e para leste e dissipou-se em 21 de Setembro próximo à costa de Baja California. Não houve mortos ou danos em associação com Miriam e apenas um navio recebeu ventos de tempestade tropical.

### Depressão tropical Dois-C
Em 18 de Setembro, uma área de distúrbios meteorológicos tornou-se suficientemente organizado para ser declarado como a depressão tropical Dois-C, o segundo sistema a se formar na bacia do Pacífico centro-norte na temporada de 2006. A depressão enfraqueceu-se para uma área de baixa pressão remanescente em 20 de Setembro, nunca alcançando a força de tempestade tropical.

### Depressão tropical Três-C
Em 26 de Setembro, outra área de distúrbios meteorológicos na bacia do Pacífico centro-norte, muito perto da Linha Internacional de Data tornou-se organizado e foi designado como a depressão tropical Três-C. Entretanto, os ventos de cisalhamento não eram favoráveis, inibindo o desenvolvimento, e o sistema dissipou-se 12 horas depois, praticamente no exato momento em que a depressão cruzava a Linha Internacional de Data, adentrando a bacia do Pacífico noroeste.

### Tempestade tropical Norman
No começo de Outubro, um sistema de baixa pressão começou a se organizar a oeste da costa do México. No final da noite de 8 de Outubro, o sistema tornou-se a depressão tropical Quinze-E assim que a circulação ciclônica ficou definida. A depressão fortaleceu-se lentamente durante aquela noite e tornou-se uma tempestade tropical no dia seguinte, mas fortes ventos de cisalhamento e temperaturas baixas da superfície do mar impediram o desenvolvimento. Norman começou a se enfraquecer lentamente e em 10 de Outubro perdeu grande parte de suas área de convecção. A área de baixa pressão remanescente de Norman combinou-se com uma nova perturbação tropical enquanto estava localizado a sudoeste de Manzanillo. Imagens convencionais de satélite sugeriam que Norman fez landfall a leste de manzanillo, mas observações em superfície não sugerem que ocorreu qualquer landfall e imagens de satélite no canal microondas não puderam seguir exatamente a trajetória da depressão desorganizada. O NHC disse que Norman dissipou-se antes de atingir a costa mexicana assim que se aproximava de Manzanillo.

### Tempestade tropical Olivia
Menos que um dia após a formação da depressão tropical Quinze-E, uma segunda depressão formou-se a sudoeste de Baja California e foi designado como a depressão tropical Dezesseis-E. A depressão fortaleceu-se na tempestade tropical Olivia em 10 de Outubro depois que áreas de convecção profunda persistiram sobre o sistema. olivia encontrou ventos de cisalhamento e temperaturas não favoráveis e a tempestade começou a se enfraquecer no dia seguinte, dissipando-se em 12 de Outubro. A área de baixa pressão remanescente foi absorvido pela grande área de distúrbios meteorológicos associado com os remanescentes de Norman.

### Depressão tropical Quatro-C
Uma área com atividade de temporais e trovoadas com convecção profunda foi inicialmente vista em associação com a zona de convergência intertropical em 8 de Outubro. O sistema foi muito lento para se desenvolver, mas tornou-se a depressão tropical Quatro-E, o quarto sistema formado na bacia do pacífico centro-norte da temporada de 2006. A depressão formou-se a cerca de 1.200 km a sudoeste de Honolulu, Havaí em 13 de Outubro. Os ventos de cisalhamento retiraram quase todas as áreas de convecção do sistema e o centro do sistema ficou totalmente exposto. Com isso, a depressão degenerou-se numa área de baixa pressão remanescente em 14 de Outubro. Os remanescentes de 4-C causaram chuvas fortes e enchentes na Ilha Havai

### Furacão Paul
Em 21 de Outubro, uma perturbação tropical que continuava próximo à costa oeste do México por vários dias desenvolveu rapidamente áreas de convecção, tornando-se uma depressão tropical. A depressão fortaleceu-se rapidamente e foi designado como a tempestade tropical Paul seis horas depois. Ventos de cisalhamento orientais preveniram o fortalecimento do sistema nos dois dias seguintes mas em 22 de Outubro, Paul começou a se fortalecer continuamente e tornou-se um furacão. O furacão alcançou a força de um furacão de categoria com ventos constantes de 170 km/h antes de enfraquecer rapidamente assim que se movia para o norte, encontrando ventos de cisalhamento e condições hostis em 23 de Outubro.
Originalmente foi previsto que Paul atingiria a costa mexicana como um furacão, mas Paul enfraqueceu-se rapidamente enquanto estava localizado a sudoeste da Península da Baixa Califórnia. Paul adentrou o Golfo da Califórnia antes de se enfraquecer para uma depressão tropical próximo à costa do México. Em 26 de Outubro, Paul fez landfall perto no extremo sul da Ilha Altamura e tornou-se uma área de baixa pressão remanescente logo depois.

### Depressão tropical Dezoito-E
A depressão tropical Dezoito-E formou-se de uma onda tropical que deixou a costa ocidental da África em 7 de Outubro. Uma área de baixa pressão formou-se em associação com a onda em 12 de Outubro a 1.385 km a sudoeste de Cabo Verde. Entretanto, fortes ventos de altos níveis inibiram o desenvolvimento da área de baixa pressão assim que o sistema continuava a seguir para oeste. A área de baixa pressão adentrou a bacia do Pacífico nordeste em 20 de Outubro.
As áreas de convecção começaram a se formar em 24 de Outubro e o sistema tornou-se uma depressão tropical dois dias depois. A depressão moveu-se para sudoeste, encontrando ventos de cisalhamento e ar seco e estável. A atividade de temporais e trovoadas diminuiu e a depressão degenerou-se numa área de baixa pressão remanescente em 28 de Outubro. Os remanescentes continuaram a seguir para sudoeste, dissipando-se no dia seguinte.

### Tempestade tropical Rosa
Uma onda tropical deixou a costa ocidental da África em 22 de Outubro. Assim que a onda cruzava o Oceano Atlântico e o Mar do Caribe, seguir sua trajetória era difícil. Em 3 de Novembro, a onda cruzou a América Central e entrou na bacia do Pacífico central. Pouco depois, a onda começou a demonstrar sinais de intensificação, fortalecendo-se numa área de baixa pressão em 5 de Novembro. As áreas de convecção continuaram desorganizadas em 6 de Novembro, mas começou a se organizar no dia seguinte. Por volta das 06:00 UTC de 8 de Novembro, a área de baixa pressão tornou-se a depressão tropical Dezenove-E. A depressão tropical foi o primeiro sistema tropical a se formar em Novembro desde a formação da Depressão tropical Dezesseis-E em 2002.
A depressão moveu-se lentamente para o norte, ganhando organização e tornou-se uma tempestade tropical. Entretanto, imagens de satélite mostravam uma área degenerada devido aos ventos de cisalhamento do sudoeste. As áreas de convecção reformaram-se em 9 de Novembro, apesar dos ventos de cisalhamento e a depressão tornou-se a tempestade tropical Rosa. Os ventos de cisalhamento continuaram a afetar a tempestade e Rosa enfraqueceu-se para uma depressão tropical 18 horas depois. A depressão degenerou-se num cavado de baixa pressão aberto em 10 de Novembro. Rosa foi a primeira tempestade tropical a formar-se em Novembro no pacífico nordeste desde 2000.

### Depressão tropical Vinte-E
Uma onda tropical deixou a costa ocidental da África em 21 de Outubro. A onda tornou-se uma área de baixa pressão a leste das Pequenas Antilhas em 25 de Outubro. A área de baixa pressão começou a seguir para leste, afetando novamente as Pequenas Antilhas em 27 de Outubro. A área de baixa pressão enfraqueceu-se, tornando-se novamente uma onda tropical, que começou a seguir novamente para oeste em 28 de Outubro. A onda continuou a seguir para oeste e adentrou na bacia do Pacífico. Quando a onda adentrou o Mar do Caribe, ela gerou outra área de baixa pressão. Esta área de baixa pressão cruzou a América Central e adentrou a bacia do Pacífico nordeste em 1º de Novembro.
As áreas de convecção continuaram mínimas e a área de baixa pressão seguiu erraticamente, encontrando ar seco e estável. As áreas de convecção ficaram organizados em 9 de Novembro e foi iniciada as classificações Dvorak, mas foram canceladas logo depois. No entanto, em 10 de Novembro, uma banda curvada de chuva formou-se na área de baixa pressão e o sistema tornou-se a depressão tropical Vinte-E em 11 de Novembro. O sistema nunca deixou a zona de convergência intertropical e degenerou-se num cavado de baixa pressão aberto no mesmo dia. Não era previsto um novo desenvolvimento da depressão e o cavado dissipou-se na tarde de 12 de Novembro.

### Furacão Sergio
Poucos dias após a formação da depressão tropical Vinte-E ter se degenerado num cavado aberto, uma onda tropical tornou-se a depressão tropical Vinte e Um-E em 13 de Novembro, a cerca de 740 km a sul de Manzanillo, México, e intensificou-se continuamente assim que seguia para sudoeste. Sergio alcançou o pico de intensidade com ventos constantes de 175 km/h em 15 de Novembro e logo em seguida começou a se enfraquecer devido ao aumento dos ventos de cisalhamento assim que Sergio começou a seguir para o norte. Depois, Sergio começou a seguir para oeste, permanecendo longe da costa oeste do México. Sergio dissipou-se em 20 de Novembro a cerca de 515 km a oeste-noroeste de onde Sergio originalmente se formou.
Sergio produziu chuvas leves ao longo da costa do México e seus efeitos foram mínimos. A formação de Sergio fez da temporada de 2006 a mais ativa em 12 anos em que mais de uma tempestade tropical formou-se em Novembro. Além do mais, Sergio é o ciclone tropical mais intenso a se formar em Novembro na bacia do Pacífico nordeste em Novembro. Sergio também foi o ciclone tropical de mais longa duração em Novembro, permanecendo ativo por sete dias.

## Outras tempestades

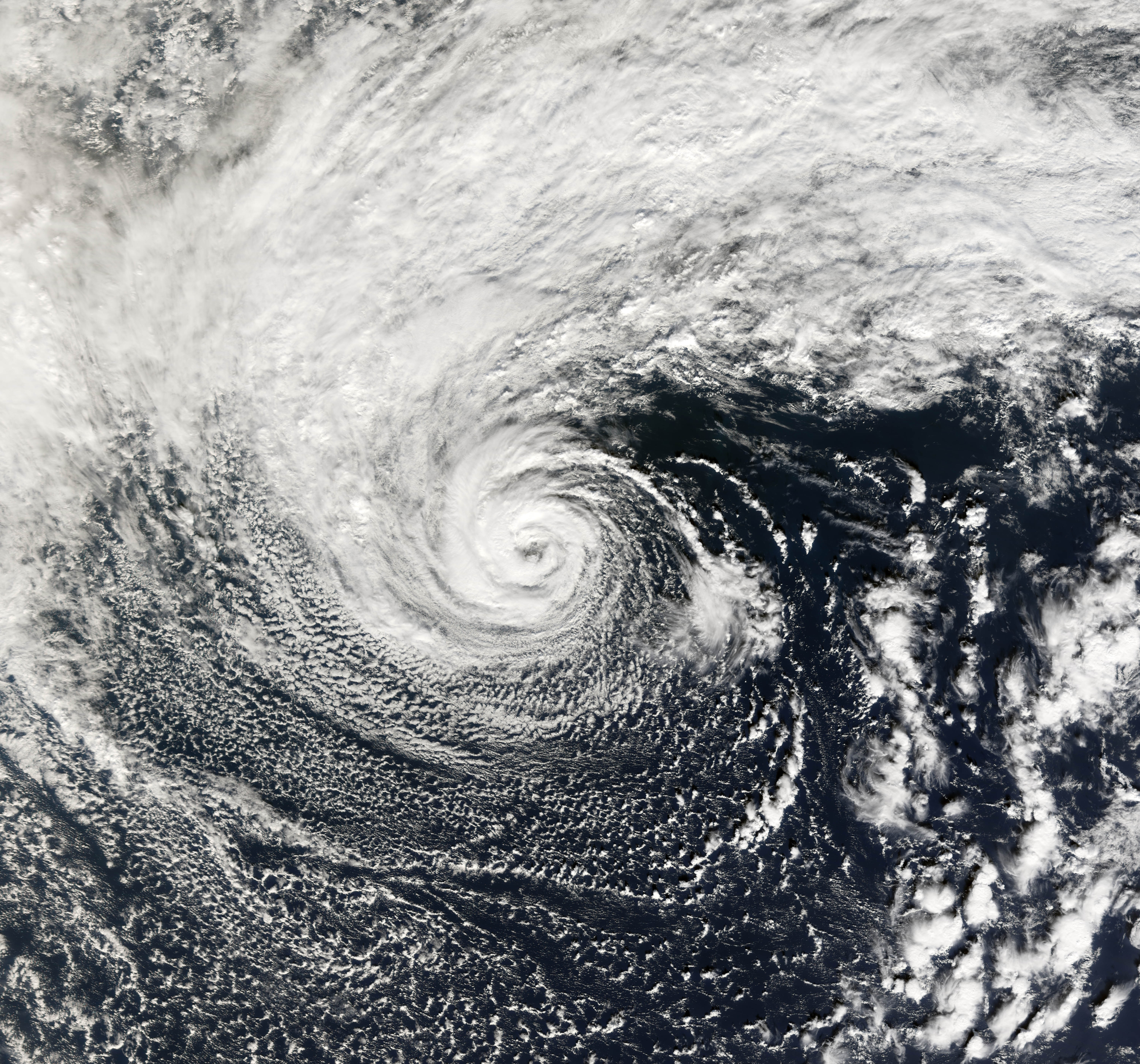
Possível tempestade subtropical

Uma tempestade extratropical persistiu numa área muito ao norte no Pacífico centro-norte no final de Outubro. O sistema seguiu sobre águas mais quentes do que o normal, cerca de 2°C acima do normal, e desenvolveu gradualmente áreas de convecção perto do centro. Em 2 de Novembro, os ventos alcançaram 95 km/h, segundo estimativas feitas por meio de imagens de satélite. neste momento, a tempestade estava localizada a cerca de 1.450 km a oeste de Oregon, Estados Unidos. O sistema formou também um olho livre de nuvens e uma parede do olho. O ciclone seguiu para nordeste assim que se enfraquecia gradualmente e dissipou-se em 4 de Novembro. Os remanescentes deste ciclone trouxeram chuvas fortes para porções da Ilha Vancouver, no sudoeste do Canadá.
A NASA considerou o ciclone como sendo um ciclone subtropical. No entanto, como o sistema formou-se fora de qualquer área de monitoramento, o ciclone não foi nomeado. Operacionalmente, a Marinha dos Estados Unidos considerou o ciclone como sendo uma perturbação tropical, numerando-o como 91C.

## Cronologia
O gráfico abaixo mostra o período de duração e a intensidade de cada ciclone tropical na temporada de 2006:

## Energia ciclônica acumulada
| 1                     | (34.2)      | Ioke     | 11 | 4.75  | Kristy |
| 2                     | 27.3 (2.25) | Daniel   | 12 | 4.58  | Emilia |
| 3                     | 18.3        | John     | 13 | 1.34  | Fabio  |
| 4                     | 12.1        | Ileana   | 14 | 1.13  | Aletta |
| 5                     | 12.0        | Hector   | 15 | 0.970 | Miriam |
| 6                     | 8.98        | Bud      | 16 | 0.768 | Norman |
| 7                     | 8.00        | Sergio   | 17 | 0.725 | Olivia |
| 8                     | 6.80        | Lane     | 18 | 0.368 | Gilma  |
| 9                     | 6.06        | Paul     | 19 | 0.368 | Rosa   |
| 10                    | 6.03        | Carlotta |    |       |        |
| Total: 120,475 (36,5) |             |          |    |       |        |

A tabela a direita mostra a energia ciclônica acumulada (ECA) para cada tempestade da temporada de furacões de 2006. A ECA é, falando de um modo geral, uma medida do poder do furacão multiplicada pelo tempo em que a tempestade existiu. Assim, tempestades de longa duração, bem como furacões de grande intensidade, tem o ECA alto. A ECA é somente calculada para tempestades em que há avisos sobre um sistema com ventos sustentados acima de 63 km/h ou força de tempestade tropical.
Para algumas tempestades (para aquelas que adentraram a área de responsabilidade do CPHC) há dois valores de ECA: a primeira corresponde ao ECA produzida na área de responsabilidade do NHC, a segunda (entre parênteses) representa a ECA total da tempestade.

## Nomes das tempestades
O seguintes nomes foram usados para nomear as tempestades que se formaram na temporada de furacões no Pacífico nordeste de 2006. Esta é a mesma lista usada na temporada de 2000. Os nomes não usados estão marcados em cinza. Não teve nomes retirados desta lista. Portanto, a mesma lista será usada na temporada de 2012.
| - Aletta - Bud - Carlotta - Daniel - Emilia - Fabio - Gilma - Hector | - Ileana - John - Kristy - Lane - Miriam - Norman - Olivia - Paul | - Rosa - Sergio - Tara (sem usar) - Vicente (sem usar) - Willa (sem usar) - Xavier (sem usar) - Yolanda (sem usar) - Zeke (sem usar) |

As tempestades que se formam no Pacífico centro-norte recebem nomes de uma lista seqüencial; em 2006, o nome Ioke foi usada desta lista. Foi a primeira vez desde a temporada de 2002 que uma tempestade ganhou um nome da lista oficial do Pacífico centro-norte.

## Nomes retirados
O nome Ioke foi retirado da lista de nomes do Pacífico Centro-Norte pela Organização Meteorológica Mundial em 2007 e foi substituído por Iopa.

## Efeito sazonais
Esta é uma tabela de todas as tempestades que se formaram na temporada de furacões no Pacífico de 2006. Inclui a sua duração, nomes, landfall(s), denotados entre parênteses, danos e totais de morte. As mortes entre parênteses são adicionais e indiretas (um exemplo de morte indireta seria um acidente de trânsito), mas ainda estavam relacionadas a essa tempestade. Danos e mortes incluem totais enquanto a tempestade era extratropical, uma onda, ou uma baixa, e todos os números de danos estão em 2006 USD.

| Escala de Furacões de Saffir-Simpson |    |    |   |   |   |   |   |
| DT                                   | TS | TT | 1 | 2 | 3 | 4 | 5 |

| Aletta                | 27 de maio – 30             | Tempestade tropical | 75 (45)   | 1002 | Nenhum                                                                                        | Menor        | Nenhum |  |
| Dois-E                | 3 de junho–5                | Depressão tropical  | 55 (35)   | 1005 | México Sudoeste, México Ocidental                                                             | Menor        | Nenhum |  |
| Bud                   | 11 de julho–16              | Furacão categoria 3 | 205 (125) | 953  | Havaí                                                                                         | Nenhum       | Nenhum |  |
| Carlotta              | 12 de julho–16              | Furacão categoria 1 | 140 (85)  | 981  | Nenhum                                                                                        | Nenhum       | Nenhum |  |
| Daniel                | 16 de julho–26              | Furacão categoria 4 | 240 (150) | 933  | Havaí                                                                                         | Nenhum       | Nenhum |  |
| Emilia                | 21 de julho–28              | Tempestade tropical | 100 (65)  | 990  | México Sudoeste, México Ocidental, Península da Baixa Califórnia, Sudoeste dos Estados Unidos | Menor        | Nenhum |  |
| Fabio                 | 31 de julho – agosto 3      | Tempestade tropical | 85 (50)   | 1000 | Nenhum                                                                                        | Nenhum       | Nenhum |  |
| Gilma                 | 1 de agosto–3               | Tempestade tropical | 65 (40)   | 1004 | Nenhum                                                                                        | Nenhum       | Nenhum |  |
| Hector                | 15 de agosto–23             | Furacão categoria 2 | 175 (110) | 966  | Nenhum                                                                                        | Nenhum       | Nenhum |  |
| Ioke                  | 20 de agosto–27,            | Furacão categoria 5 | 260 (160) | 915  | Johnston Atoll, Ilha Wake, Minamitorishima, Sul do Alasca                                     | $88 000 000  | Nenhum |  |
| Ileana                | 21 de agosto–27             | Furacão categoria 3 | 205 (125) | 951  | Ilha Socorro                                                                                  | Menor        | 1      |  |
| John                  | 28 de agosto – setembro 4   | Furacão categoria 4 | 215 (130) | 948  | Guerrero, Michoacán, Baja California Sur, Arizona, Califórnia, New Mexico, Texas              | $60 900 000  | 5      |  |
| Kristy                | 30 de agosto – setembro 8   | Furacão categoria 1 | 130 (80)  | 985  | Nenhum                                                                                        | Nenhum       | Nenhum |  |
| Lane                  | 13 de setembro–17           | Furacão categoria 3 | 205 (125) | 952  | México Sudoeste, México Ocidental, Noroeste do México, Sudoeste dos Estados Unidos            | $203 000 000 | 4      |  |
| Miriam                | 16 de setembro–18           | Tempestade tropical | 75 (45)   | 999  | Nenhum                                                                                        | Nenhum       | Nenhum |  |
| Dois-C                | 19 de setembro–20           | Depressão tropical  | 55 (35)   | 1007 | Nenhum                                                                                        | Nenhum       | Nenhum |  |
| Três-C                | 26 de setembro–27           | Depressão tropical  | 55 (35)   | 1008 | Nenhum                                                                                        | Nenhum       | Nenhum |  |
| Norman                | 9 de outubro–15             | Tempestade tropical | 85 (50)   | 1000 | México Sudoeste, Western Mexico                                                               | Menor        | Nenhum |  |
| Olivia                | 9 de outubro–12             | Tempestade tropical | 75 (45)   | 1000 | Nenhum                                                                                        | Nenhum       | Nenhum |  |
| Quatro-C              | 13 de outubro–14            | Depressão tropical  | 55 (35)   | 1007 | Nenhum                                                                                        | Nenhum       | Nenhum |  |
| Paul                  | 21 de outubro–26            | Furacão categoria 2 | 165 (105) | 970  | Oaxaca, Guerrero, Baja California Sur, Sinaloa                                                | $3 200 000   | 4      |  |
| Oitoeen-E             | 26 de outubro–27            | Depressão tropical  | 55 (35)   | 1007 | Nenhum                                                                                        | Nenhum       | Nenhum |  |
| Rosa                  | 8 de novembro–10            | Tempestade tropical | 65 (40)   | 1002 | Nenhum                                                                                        | Nenhum       | Nenhum |  |
| Vinte-E               | 11 de novembro              | Depressão tropical  | 55 (35)   | 1007 | Nenhum                                                                                        | Nenhum       | Nenhum |  |
| Sergio                | 13 de novembro–20           | Furacão categoria 2 | 175 (110) | 965  | Guerrero                                                                                      | Nenhum       | Nenhum |  |
| Agregado da temporada |                             |                     |           |      |                                                                                               |              |        |  |
| 25 sistemas           | 27 de maio – 20 de novembro |                     | 260 (160) | 915  |                                                                                               | $355 100 000 | 14     |  |